# Јапански правни систем
Јапански правни систем представља посебан спој европског, англоамеричког и јапанског националног права. Јапан је слично Кореји и Индокини (Вијетнаму, Лаосу и Камбоџи)још у раноме раздобљу своје историје потпао под снажан утицај високоразвијене кинеске културе.

## Уводне речи
Први сачувани јапански закони показују велику сличност са законима кинеске династије Танг. Главна разлика је у томе да јапански цареви нису успели да одрже неограничену власт. Од 12. века њима преостаје само верско-обредна функција, док стварну власт имају војни намесници појединих територија, шогуни, који све до краја 16. века воде међусобне ратове око превласти. Тада се успоставља наследни шогунат Токугава и то је раздобље унутрашњег мира и стабилности. И премда је током времена био изграђен свеобухватни правни систем, грађански спорови углавном поравнавани вансудским арбитражним путем унутар сваког сталежа.

## Развој
Коначно, 1889. године цар доноси Устав који је Јапан претворио у уставну монархију по пруском узору, али са одређеним утицајем британског система који је чувао олигархију. У Доњи дом Народне скупштине могли су посланике да бирају само имућни грађани, отприлике 2% целокупног становништва, док су у Горњи дом могли да буду бирани једино племићи по рођењу или грађани којима је цар даровао племићку титулу. Целокупна извршна власт, иако начелно уставна, била је де факто у рукама цара, који је уз то поново придобио титулу сина божанског. Јапан је тада морао да укине одредбе „неједнаких уговора“ по којима су странци у кривичним и грађанским стварима потпадали под надлежност конзуларних судова својих земаља, због чега се окрећу западном утицају. Зато је у земљу позван француски професор Боасанд да напише  кривични законик и законик о кривичном поступку. Он је тај посао обавио и 1880. гофине његови нацрти - под јаким француским утицајем - прихваћени су у Парламенту. Кривични законик, међутим, није ступио на снагу до 1907. године, када је и званично укинуто обичајно кривично право.
Потом је Боасанд наставио да ради на нацрту грађанског законика. Отприлике у исто време, немачки професор Реслер довија налог да састави трговачки законик. Боасанадов нацрт грађанског законика био је под утицајем француског Code civil Наполеонов кодекс са изузетком породичног и наследног права које је редиговала јапанска комисија. Оба нацрта послата су Скупштини на усвајање 1890. године. Но, тамо је дошло до оштре расправе између конзервативаца и напредњака, који је окончан тиме што су оба нацрта повучена из скупштинске процедуре. Израда грађанског законика поверена је комисији сачињеној од тројице јапанских професора права. Та комисија поднела је 1896/98 нацрт који је, додуше, одавао извесне црте француског права, али се у битним тачкама ослањао на немачки Грађански законик. У породичном праву и наследном праву кодификована су јапанска правних схватања, нарочито „породични систем“, сличан српској задрузи и руском двору. Потом је 1898. године донесен јапански Грађански законик, а годину дана касније Трговачки законик, који је једнако ослањао на немачки узор. Такође, судска организација и Грађански законик били су под немачким утицајем. Нарочито је јапански Законик о грађанском поступку увелико пуки превод истоименог немачког Законика.

## Извори права
- 1. Грађански законик (民法 Minpō, 1896)
- 2. Трговачки закон (商法 Shōhō, 1899)
- 3. Кривични законик (刑法 Keihō, 1907)
- 4. Устав Јапана (日本国憲法 Nippon-koku-kenpō, 1946)
- 5. Закон о кривичном поступку (刑事訴訟法 Keiji-soshō-hō, 1948)
- 6. Закон о парничном поступку (民事訴訟法 Minji-soshō-hō, 1996)

## Радно право
У готово свакој Јапанској компанији знатан део радника има заснован радни однос на неодређено време. Успостављена је веза која траје од заснивања радног односа до окончања живота (у пензионом систему значајна је улога компаније у којој је проведен радни век). Некадашња везаност за државу и Тенна (цара) божанског порекла преображена је на специфичан начин у посебну приврженост компанији.

## Садашње стање
После Другог светског рата, који је Јапан изгубио долази до утицаја common law права, нарочито права САД. Устав од 1946. показује тај уплив толико, што је у њему ојачан положај судске власти и што је уведен каталог људска права који судови непосредно примењују. Једнако је и кривично процесно право увелико ускрачено са правом САД, исто важи и за грађански поступак у коме је власт судије јако сужена, а заузврат широка иницијатива препуштена странкама и њихови м адвокатима. Да би се оживотворило ново уставно начело једнакости мушкарца и жене, морало је да се темељито мења породично и наследно право, те с тим у вези напусти јапански „породични систем“.